# Homoryzja
Homoryzja (ang. homorrhizy) – zjawisko wyrastania wszystkich korzeni z tego samego źródła. Występuje u paprotników u których nie wykształca się korzeń zarodkowy, a wszystkie korzenie wyrastają z pędu u nasady pierwszego liścia. Homoryzja obserwowana jest także w rozwoju zarodka traw. Zarodek tych roślin wykształca wiele zaczątków korzeni. Pojęcie zostało wprowadzone przez K. Goebela.